# Paul Tovua
Sir Paul Joshua Tovua, né le 7 novembre 1947 et mort le 5 février 2021,, est un homme politique salomonais.

## Biographie

### Débuts
Né dans le village de Betilonga sur l'île de Guadalcanal dans ce qui est alors la colonie britannique des îles Salomon, il est scolarisé dans des écoles catholiques dans la colonie puis près de Campbelltown en Australie. Il travaille dans l'administration foncière des Salomon à partir de 1969. Joueur amateur de rugby, cette même année il est membre de la toute nouvelle équipe des Îles Salomon de rugby à XV qui joue ses premiers matchs officiels aux Jeux du Pacifique Sud de 1969 à Port-Moresby en Papouasie-Nouvelle-Guinée. Les Salomonais, bien que largement dominés par les Fidjiens et par le pays hôte, remportent la médaille de bronze.

### Carrière politique
En juillet 1976 il est élu député de la circonscription de Guadalcanal-centre à l'Assemblée législative, pour la législature qui doit mener le pays à l'indépendance. Fait ministre des Ressources naturelles dans le gouvernement du ministre-en-chef Peter Kenilorea ce même mois, il participe à des discussions sur les préparatifs pour l'indépendance à Londres en mai 1977. Les Salomon deviennent un État indépendant en 1978. Il conserve son siège de député aux élections de 1980, sous l'étiquette du Parti uni des Îles Salomon fondé par Peter Kenilorea ; ce dernier est réélu Premier ministre et reconduit Paul Tovua au poste de ministre des Ressources naturelles.
Conservant son siège de parlementaire aux élections de 1984 et de 1989, il est ministre du Commerce et des Industries primaires dans le gouvernement de Solomon Mamaloni de mars 1989 à octobre 1990. En 1993, il est membre du groupe d'observateurs électoraux envoyés par le Commonwealth des nations aux élections législatives pakistanaises ; l'année suivante, il est membre de l'équipe d'observateurs du Commonwealth pour les élections législatives sud-africaines, les premières depuis la fin de l'apartheid. Il ne se représente pas aux élections salomonaises de 1993, mais est élu en 1994 président du Parlement national, fonction qu'il occupe jusqu'en 2001,,.

### Suites
De 1999 à 2003, les Salomon sont en proie à des violences inter-ethniques opposant notamment le Mouvement pour la liberté isatabu (en) et la Force de l'Aigle de Malaita (en). Paul Tovua co-préside avec Peter Kenilorea les négociations qui ramènent provisoirement la paix en l'an 2000, avant qu'un regain de violences ne contraigne le gouvernement salomonais à faire appel à une force d'intervention étrangère, la Mission d'Assistance régionale aux Îles Salomon.
En 2012, un bâtiment annexe au Parlement, construit avec l'aide d'un financement taïwanais et dédié à des bureaux pour les parlementaires, est inauguré et porte son nom : le complexe Paul Tovua. En 2014 il est fait chevalier commandeur de l'ordre de Saint-Michel et Saint-Georges par la reine des Salomon, Élisabeth II. Il meurt hospitalisé à Honiara en février 2021 « après une longue maladie »,.